# Elymnias nilamba
Elymnias nilamba är en fjärilsart som beskrevs av Hans Fruhstorfer 1911. Elymnias nilamba ingår i släktet Elymnias och familjen praktfjärilar. Inga underarter finns listade i Catalogue of Life.